# Akim
Akim, właśc.  Akim Abuakwa i Akim Kotoku (od XVIII wieku) – dawne państwo afrykańskie istniejące na obszarze południowo-wschodniej Ghany, utworzone w II połowie XVII wieku.
Pomiędzy XVII a XVIII wiekiem konkurowało z Akwamu o przejęcie kontroli nad handlem z kupcami europejskimi. Rywalizację wygrało ok. 1733 r. Następnie zaczęło podupadać, a zwierzchnictwo nad nim przejęło państwo Aszantów (1745 r.). W 1826 r. ponownie usamodzielniło się, a pomogli mu w tym Brytyjczycy. W 1896 r. po upadku państwa Aszantów znalazło się w protektoracie brytyjskim.